# MTV Europe Music Awards 2001
Церемонія нагородження MTV Europe Music Awards 2001 відбулася у Festhalle Frankfurt, Франкфурт, Німеччина. Шоу зібрало найбільшу телевізійну аудиторію і утримувала цю першість до MTV Europe Music Awards 2007 та було однією з перших розважальних передач після терористичного акту 11 вересня в Нью-Йорку.
Шоу супроводжувалося виступами Blink-182 з піснею «First Date», Depeche Mode із «Never Let Me Down Again», Rammstein з «Ich will» і Кайлі Міноуг з «Can't Get You Out of My Head». Jay-Z виступив зі своїм треком «Girls, Girls, Girls», а Крейг Девід вийшов на сцену з версією «Walking Away» із семплами пісні U2 «One».
Учасниками церемонії також були актриса Крістіна Річчі, дівочий гурт Atomic Kitten, Неллі Фуртаду, Sugababes та Клаудія Шиффер.

## Номінації
Переможців виділено Жирним.

### Найкраща пісня
- Christina Aguilera, Lil’ Kim, Mýa та Pink — «Lady Marmalade[en]»
- Crazy Town[en] — «Butterfly[en]»
- Destiny's Child — «Survivor[en]»
- Eminem (за участі Dido) — «Stan»
- Gorillaz — «Clint Eastwood[en]»

### Найкраще відео
- The Avalanches[en] — «Since I Left You[en]»
- Fatboy Slim — «Weapon of Choice»
- Gorillaz (за участі Del tha Funkee Homosapien[en]) — «Clint Eastwood[en]»
- Outkast — «Ms. Jackson[en]»
- Роббі Вільямс — «Supreme[en]»

### Найкращий альбом
- Dido — No Angel
- Limp Bizkit — Chocolate Starfish and the Hot Dog Flavored Water
- Мадонна — Music
- Travis — The Invisible Band
- U2 — All That You Can't Leave Behind

### Найкраща співачка
- Мерая Кері
- Dido
- Джанет Джексон
- Дженніфер Лопес
- Мадонна

### Найкращий співак
- Крейг Девід
- Eminem
- Рікі Мартін
- Shaggy
- Роббі Вільямс

### Найкращий гурт
- Destiny's Child
- Gorillaz
- Limp Bizkit
- R.E.M.
- U2

### Найкращий новий виконавець
- Крейг Девід
- Dido
- Неллі Фуртаду
- Gorillaz
- Wheatus[en]

### Найкращий поп-виконавець
- Анастейша
- Atomic Kitten
- ’N Sync
- Shaggy
- Брітні Спірс

### Найкращий танцювальний проєкт
- Basement Jaxx
- Daft Punk
- Faithless
- Gorillaz
- Роджер Санчес[en]

### Найкращий рок-виконавець
- Blink-182
- Crazy Town[en]
- Limp Bizkit
- Linkin Park
- U2

### Найкращий R&B-виконавець
- Крейг Девід
- Destiny's Child
- Джанет Джексон
- Вайклеф Жан
- Outkast

### Найкращий хіп-хоп виконавець
- D12
- Міссі Еліот
- Eminem
- Outkast
- P. Diddy

### Вебнагорода[en]
- Daft Punk (www.daftpunk.com [Архівовано 23 лютого 2011 у Wayback Machine.])
- Depeche Mode (www.depechemode.com [Архівовано 10 вересня 2017 у Wayback Machine.])
- Gorillaz (www.gorillaz.com [Архівовано 24 лютого 2011 у Wayback Machine.])
- Limp Bizkit (www.limpbizkit.com [Архівовано 27 червня 2013 у WebCite])
- U2 (www.u2.com [Архівовано 8 лютого 2011 у Wayback Machine.])

### Free Your Mind[en]
- Treatment Action Campaign[en]

## Регіональні номінації
Переможців виділено Жирним.

### Найкращий голландський виконавець[en]
- Анук
- Бастіан[en]
- Brainpower[en]
- Johan[en]
- Kane[en]

### Найкращий французький виконавець[en]
- Daft Punk
- Демон[en]
- Ману Чао
- St. Germain[en]
- The Supermen Lovers[en]

### Найкращий німецький виконавець[en]
- Die Ärzte[en]
- Echt[en]
- No Angels
- Rammstein
- Samy Deluxe[en]

### Найкращий італійський виконавець[en]
- Elisa[en]
- Marlene Kuntz[en]
- Неффа
- Валерія Россі[en]
- Tiromancino[en]

### Найкращий скандинавський виконавець[en]
- Briskeby[en]
- Еммі[en]
- Eskobar[en]
- Safri Duo
- Titiyo

### Найкращий польський виконавець[en]
- Fiolka
- Рені Юсіс
- Кася Ковальська[en]
- Myslovitz
- Смолік[en]

### Найкращий російський виконавець
- Алсу
- Би-2
- Мумій Тролль
- t.A.T.u.
- Земфіра

### Найкращий іспанський виконавець[en]
- Jarabe de Palo[en]
- La Oreja de Van Gogh[en]
- Los Piratas
- Нахва
- Алехандро Санс

### Найкращий британський-ірландський виконавець
- Крейг Девід
- Artful Dodger[en]
- Feeder
- Gorillaz
- S Club 7

## Виступи
- Кайлі Міноуг — «Can't Get You Out of My Head[en]»
- Dido — «Hunter[en]»
- Basement Jaxx — «Where's Your Head At[en]»
- Blink-182 — «First Date»
- Крейг Девід — «Walking Away[en]»
- Мері Джей Блайдж — «Family Affair[en]»
- Jay-Z — «Izzo (H.O.V.A.)[en] / Girls, Girls, Girls[en]»
- Depeche Mode — «Never Let Me Down Again»
- Фред Дерст, Вес Скантлін[en] та Джиммі Пейдж — «Thank You[en]»
- Rammstein — «Ich will»
- R.E.M. — «Imitation of Life[en]»
- Travis — «Side[en]»

## Учасники шоу
- Бен Стіллер та Клаудія Шиффер — оголошення переможця у номінації Найкращий гурт
- Емма Бантон та Едді Грант[en] — оголошення переможця у номінації Найкращий співак
- Софі Елліс-Бекстор та Bomfunk MC's — оголошення переможця у номінації Найкращий танцювальний проєкт
- Келіс та Гевін Россдейл[en] — оголошення переможця у номінації Найкраща співачка
- Pink та Педро Альмодовар — оголошення переможця у номінації Найкраще відео
- Sugababes та Роджер Санчес[en] — оголошення переможця у номінації Вебнагорода[en]
- Аліша Кіз — оголошення переможця у номінації Найкраща пісня
- Гайді Клум та Борис Бекер — оголошення переможця у номінації Найкращий R&B-виконавець
- Ксав'єр Найду[en] та Неллі Фуртаду — оголошення переможця у номінації Найкращий хіп-хоп виконавець
- Джошуа Джексон та Крістіна Річчі — оголошення переможця у номінації Найкращий альбом
- Ніна Перссон та Герберт Грьонемайер — оголошення переможця у номінації Найкращий поп-виконавець
- Shaggy та Андреа Корр[en] — оголошення переможця у номінації Найкращий новий виконавець
- Atomic Kitten та Ронан Кітінг[en] — оголошення переможця у номінації Найкращий рок-виконавець